# Plantago uniglumis
Plantago uniglumis är en grobladsväxtart som beskrevs av Carl Karl Friedrich Wilhelm Wallroth och Wilhelm Gerhard Walpers. Plantago uniglumis ingår i släktet kämpar, och familjen grobladsväxter. Inga underarter finns listade i Catalogue of Life.